# زوربا (تراث شعبي)
زوربا هو تراث شعبي يوناني اعتبر من أهم العلامات الفنية للرقص والغناء اليوناني.
تعتمد رقصة الزوربا على موسيقى الزوربا التي أبدعها المولف الموسيقى اليونانى ميكيس ثيودوراكيس لكى تكون الموسيقى المستخدمة في فيلم زوربا اليونانى عام 1960 والمبنى على الرواية التي تحمل اسمه والتي كتبها نيكوس كازانتزاكيس. بعد نجاح الفيلم لاقت موسيقى الزوربا شعيبة هائلة في اليونان وسرعان ما أصبحت أحد معالم الموسيقى اليونانية وقد استخدمت في عدة مسلسلات وافلام اجنبية بعضها غير يونانى ولعل كان أهمها استخدام الموسيقى في إحدى حلقات المسلسل الامريكى prison break

## رقصة الزوربا
تؤدى الرقصة بوجود الراقصين في صف واحد بينهم مسافات معينة تحدد بمد كل راقص ذراعه ووضعها على كتف الراقص المجاور له. أما حركة الأرجل فتكون تبادلية بحيث تتحرك الأرجل لتوضع القدم اليسرى أمام اليمنى مع التبادل أي أن توضع بعدها الرجل اليمنى أمام اليسرى وفي أثناء ذلك يتحرك الصف بأكمله إلى اليسار واليمين وبسرعات مختلفة على حسب الإيقاع الخاص بموسيقى الزوربا وقد يترك أحد الراقصين أو بعضهم الصف ليؤدي عددًا من الحركات الاستعراضية الراقصة قبل أن يعود للصف مرة أخرى.